# Karl Ingenerf

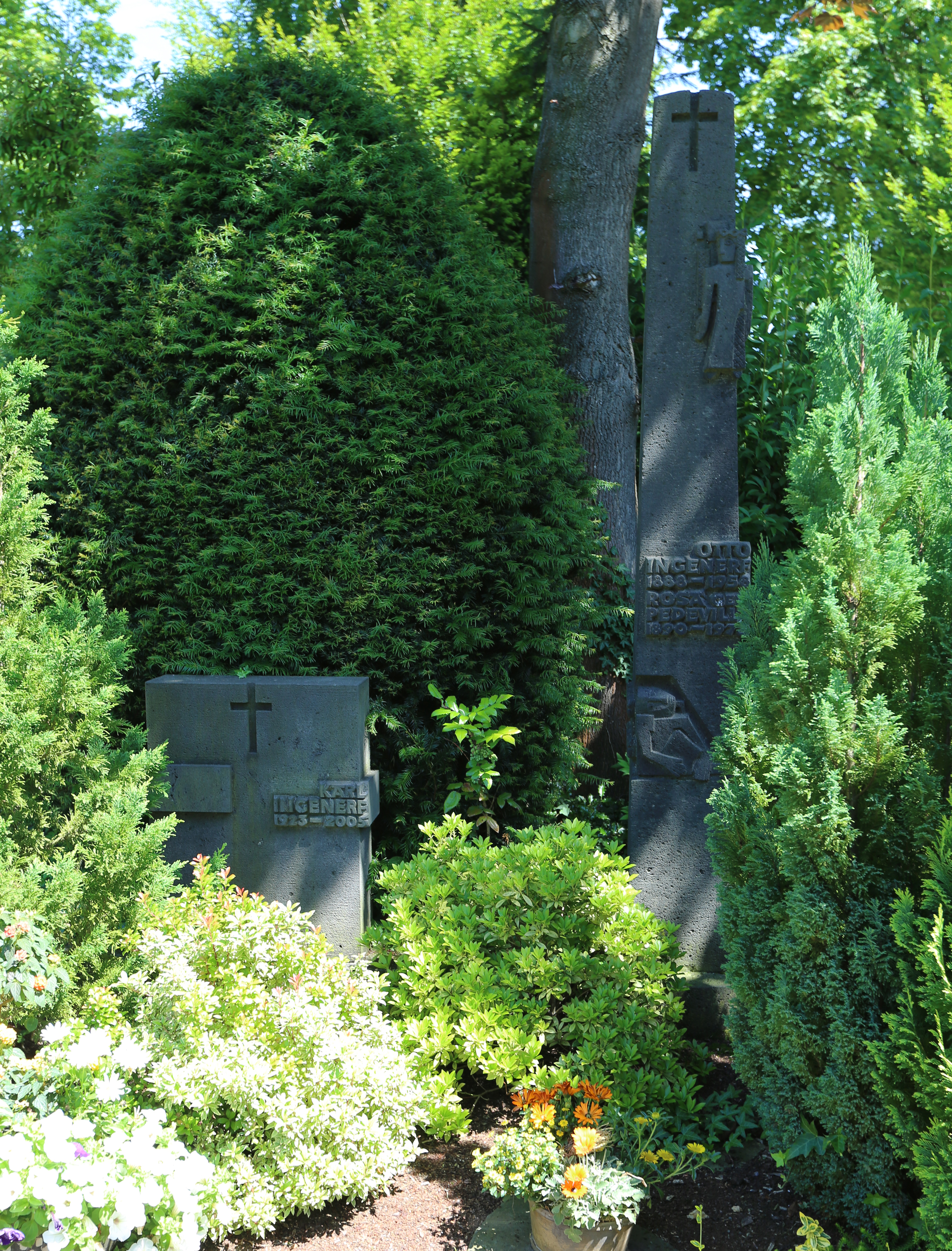
Karl Ingenerf, Familiengrab Alt-Hürth

Karl Ingenerf (* 5. Juni 1923 in Köln-Bickendorf; † 21. Februar 2005 in Köln) war ein langjähriger Kommunalpolitiker, von 1961 bis 1965 ehrenamtlicher Bürgermeister und über 50 Jahre im öffentlichen Leben Hürths präsent und aktiv.

## Leben
Ingenerf wurde als jüngstes von fünf Kindern geboren. Sein Studium zum Volksschullehrer wurde durch Wehr- und Kriegsdienst unterbrochen. Er konnte es, als einziger Sohn seiner Familie aus dem Zweiten Weltkrieg nach Einsätzen im Westfeldzug und im Ostfeldzug unversehrt heimgekehrt an der neu eröffneten Pädagogischen Akademie, die provisorisch in Bickendorf untergebracht war, fortsetzen und beenden. Seine erste Stelle als Junglehrer trat er im Sommer 1947 in Kalscheuren an. Bereits 1949 wurde er dort Schulleiter. 1956 wurde er Rektor der damals acht-klassigen katholischen Volksschule in Knapsack und wurde zuletzt 1960 zum Rektor der für 300 Schüler neu erbauten katholischen Katharinenschule in (Alt-)Hürth ernannt. Aufgrund der damals noch geltenden Residenzpflicht nahm er in jedem dieser Ortsteile Quartier und beteiligte sich am öffentlichen, wenn auch noch nicht am politischen Leben. So übernahm er 1947 in Kalscheuren die Führung der Katholischen Jugend, gründete 1949 mit den Sportklub Kalscheuren, 1950 den Heimat- und Kulturverein der Großgemeinde Hürth. Er blieb aktiv in Kirche und Gemeinde sein Leben lang. Auf seine Initiative wurde 1975 der Stadtverband der Orts- und Dorfgemeinschaften Hürth gegründet. Er war dann langjähriger erster Vorsitzender.
1960 heiratete er Anneliese Schmitz aus Bergisch Gladbach, den Eheleuten wurden drei Kinder geboren. Die Ehefrau wurde ihm insbesondere bei angeschlagener Gesundheit eine wertvolle Stütze. Wegen seiner Gesundheit ging er 1981 vorzeitig in Pension, ohne sein Engagement in Kirche, Vereinen und Gesellschaft aufzugeben.
Bei der Großen Knapsacker Karnevalsgesellschaft war er langjährig Präsident. Sein letztes Engagement galt dem Hospizverein in Hürth. Er gehörte 1998 zu den Gründungsmitgliedern.  Hervorzuheben ist, dass er neben seinen vielen Aktivitäten Zeit fand für Künstlerisches. So verfasste er Geschichten und Gedichte mit Weisheit und Humor, die er mit Zeichnungen und Linolschnitten ausschmückte. Einige sind mit einer Würdigung in der Hürther Heimat abgedruckt. Zudem war er ein Meister des Worts auch in seinen Reden, zu denen er zu vielen Gelegenheiten ersucht wurde.

## Politik
1952 trat er in die CDU ein und kandidierte für den Gemeinderat, wurde dort in der nächsten Wahlperiode Fraktionsvorsitzender und 1961, als seine Partei zur stärksten Fraktion wurde, löste er die langjährigen SPD-Bürgermeister ab. 1964 wiedergewählt, musste er 1965 aus gesundheitlichen Gründen von allen politischen Ämtern zurücktreten. In seine Zeit als Politiker fielen wichtige Entscheidungen zum Wandel der Gemeinde zur Stadt. Im Vermittlungsausschuss zur Umsiedlung von Knapsack hatte er den Vorsitz. Anlässlich seines Rücktritts bescheinigte ihm der Laudator in der Hürther Heimat, dass er unbestritten die populärste Persönlichkeit war. Seine letzte politische Aktivität war die Gründung des Hürther Stadtverbands der Senioren-Union im Juni 1993.

## Ehrungen
Ingenerf erhielt in vielen Hürther Vereinigungen die Ehrenmitgliedschaft, die Stadt verlieh ihm das Ehrenbürgerrecht (2003), der Staat das Bundesverdienstkreuz am Bande (für Verdienste in der außerschulischen Jugendbildung, 1972). Die Stadt benannte eine Straße nach ihm im Bürgermeisterviertel.

## Veröffentlichungen
- Die Volksschule im großstadtnahen Dorf. In: Rheinische Heimatpflege. Jg. 5, 1968, S. 82–84.